# NGC 4013
| Galáxia espiral NGC 4013 |                                                                    |
|                          |                                                                    |
| Dados do catálogo:       |                                                                    |
| Classificação do objeto: | Sb                                                                 |
| Brilho superficial       | 13,1                                                               |
| Massa (Sol=1)            | ----                                                               |
| Outras denominações:     | UGC 6963, MCG+07-25-009, H II-733, h 1041, GC 2652, PGC 37691, etc |

NGC 4013 é uma galáxia espiral localizada a cerca de cinqüenta e cinco milhões de anos-luz (aproximadamente 16,86 megaparsecs) de distância na direção da constelação de Ursa Maior. Possui uma magnitude aparente de 11,5, uma declinação de +43º 56' 51" e uma ascensão reta de 11 horas, 58 minutos e 31,1 segundos.